# 克勞狄·胡默斯
克勞狄·胡默斯（葡萄牙語：Cláudio Hummes，葡萄牙語發音：[ˈklawdʒu ˈʁum(i)s]；1934年8月8日—2022年7月4日）是巴西籍天主教司鐸級樞機、方濟各會會士及聖座聖職部榮休部長。

## 生平
胡默斯於1934年8月8日在巴西南大河州市鎮蒙特內格魯出生。他於1958年8月3日在方濟各會晉鐸。1963年，他從羅馬宗座聖安東尼大學獲得哲學博士學位。從1963年到1968年，他在加里波第城的方濟各會修院、維亞芒總修院和南里奧格蘭德天主教大學教導哲學。並出任方濟各會的拉丁美洲會議主席。
他於1975年5月25日晉牧，並獲教宗若望·保祿二世任命為聖安德烈教區助理主教，領卡爾卡比亞領銜教區主教銜。他於1975年升任聖安德烈教區正權主教。他於1996年至1998年期間擔任福塔萊薩總教區總主教，1998年4月15日改任聖保羅總教區總主教。若望·保祿二世於2001年2月21日將他擢升為司鐸級樞機。
他曾是聖座當時九聖部中的四部禮儀及聖事部、信理部、主教部和教育部的成員，並且是宗座平信徒理事會、宗座家庭理事會、宗座一心理事會、宗座宗教協談理事會、宗座文化理事會、宗座拉丁美洲委員會和聖座經濟事務局。
由於達里奧·卡斯崔隆·霍約斯樞機出任聖座宗座「天主的教會」委員會主席，因此胡默斯於2006年10月31日接替成為聖座聖職部部長。他於2010年10月7日榮休，毛羅·皮亞琴扎樞機接替出任部長。他曾參與2005年教宗選舉秘密會議和2013年教宗選舉秘密會議，當時分別選出的是教宗本篤十六世和教宗方濟各。

## 牧徽

克勞狄·胡默斯枢机牧徽